# Virgilio Ferrari
Virgilio Ferrari (* 1888; † 12. Juni 1975 in Mailand) war ein italienischer Arzt und Politiker der PSDI.

## Leben
Ferrari war Arzt auf dem Gebiet der Bronchialheilkunde. In der Zeit des Faschismus wurde er 1931 wegen Beihilfe zur Flucht Filippo Turatis nach Frankreich verhaftet. 1943 wurde er in Bozen interniert.
Nach der Befreiung wurde er 1946 Mitglied des Mailänder Stadtrates und 1951 als Nachfolger von Antonio Greppi zum Bürgermeister von Mailand gewählt. Während seiner zehnjährigen Amtszeit sorgte er mit großen Infrastrukturprojekten, wie dem Bau der U-Bahn und dem Ausbau des Flughafens Forlanini, für eine Wiederbelebung der Stadt.
Im Juni 1951 wurde er als Nachfolger von Greppi zum Bürgermeister von Mailand gewählt. Schweigsam und zurückhaltend, ganz im Gegensatz zu seinem Vorgänger, wurde er 1956 für eine zweite Amtszeit bestätigt und blieb bis zum 21. Januar 1961 im Amt.
Der Katholik, der von seinen Gegnern des Konservatismus und des Rechtssozialismus bezichtigt wurde, zeichnete sich in seiner Amtszeit nicht nur durch den Wiederaufbau der im Zweiten Weltkrieg durch Bomben zerstörten Stadt aus, sondern auch durch die Wiederbelebung Mailands durch wichtige Infrastrukturen wie die Mailänder U-Bahn, die hauptsächlich während seiner Amtszeit gebaut wurde, und die Renovierung des Flughafens Mailand-Linate.
Später kandidierte er bei den Wahlen vom 28. und 29. April 1963 für die Abgeordnetenkammer und erhielt 6035 Stimmen, die jedoch nicht für seine Wahl ausreichten. Als jedoch im Februar 1964 ein anderer Mailänder Arzt, Pietro Bucalossi, als Abgeordneter zurücktreten musste, weil er zum Bürgermeister der Stadt Mailand gewählt worden war, nahm Virgilio Ferrari seinen Platz ein und wurde Abgeordneter, wiederum für die PSDI, in der vierten Legislaturperiode bis zu deren Ende im Juni 1968.

## Ehrungen
- Großkreuz des Verdienstordens der Italienischen Republik
- Orden Vittorio Veneto
- Erinnerungsmedaille an den italienisch-österreichischen Krieg
- Gedenkmedaille zur Einheit Italiens
- 1958: Großes Verdienstkreuz mit Stern der Bundesrepublik Deutschland